# 信宁县
信宁县，中国古县名。
唐朝武德二年（619年），改信安县置，治所在今重庆市武隆区东南，属黔州。贞观四年（630年），移治今武隆区东南江口西乌江南岸。北宋嘉祐八年（1063年）降为信宁镇。